# Niederfeldsee

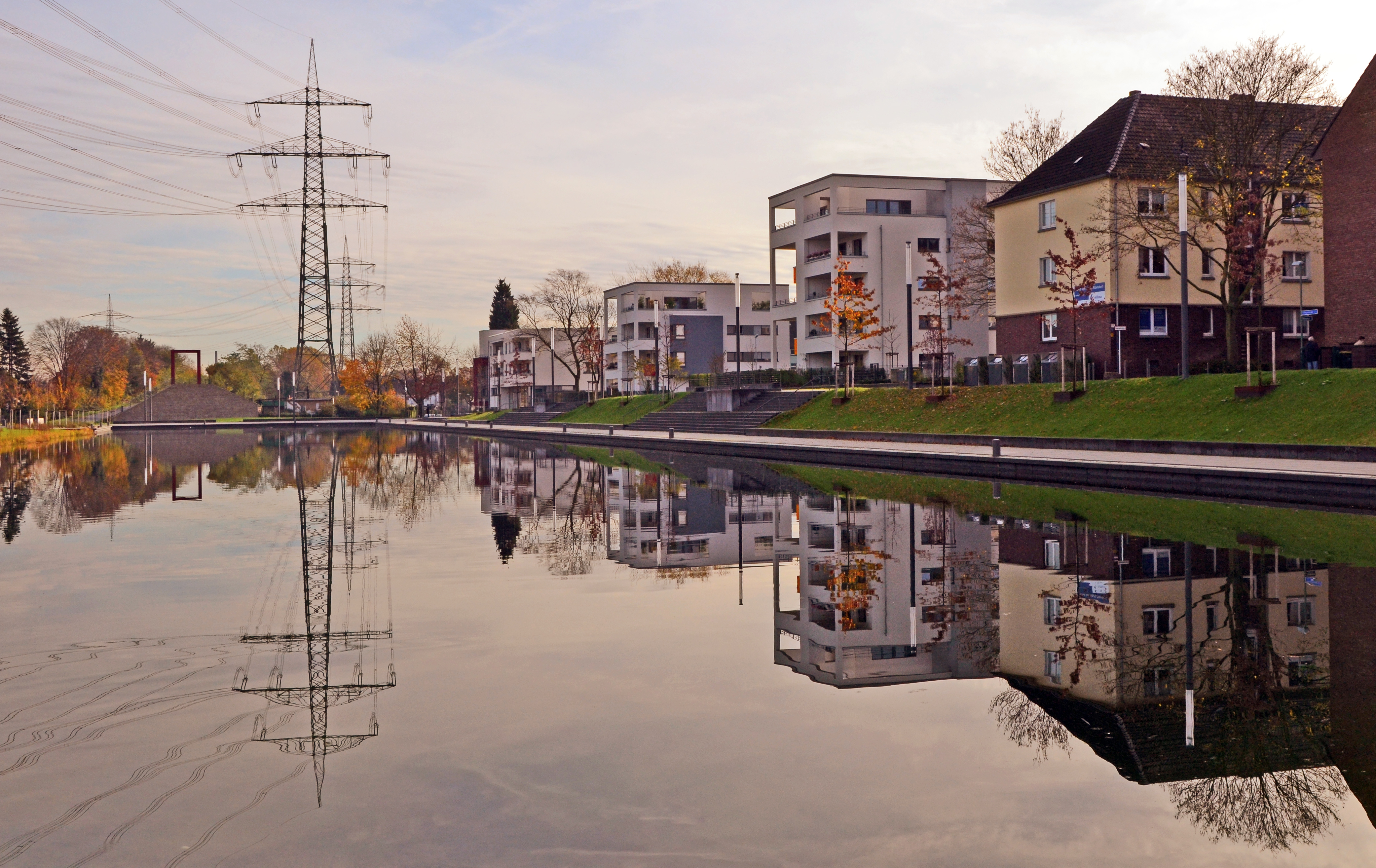
Niederfeldsee

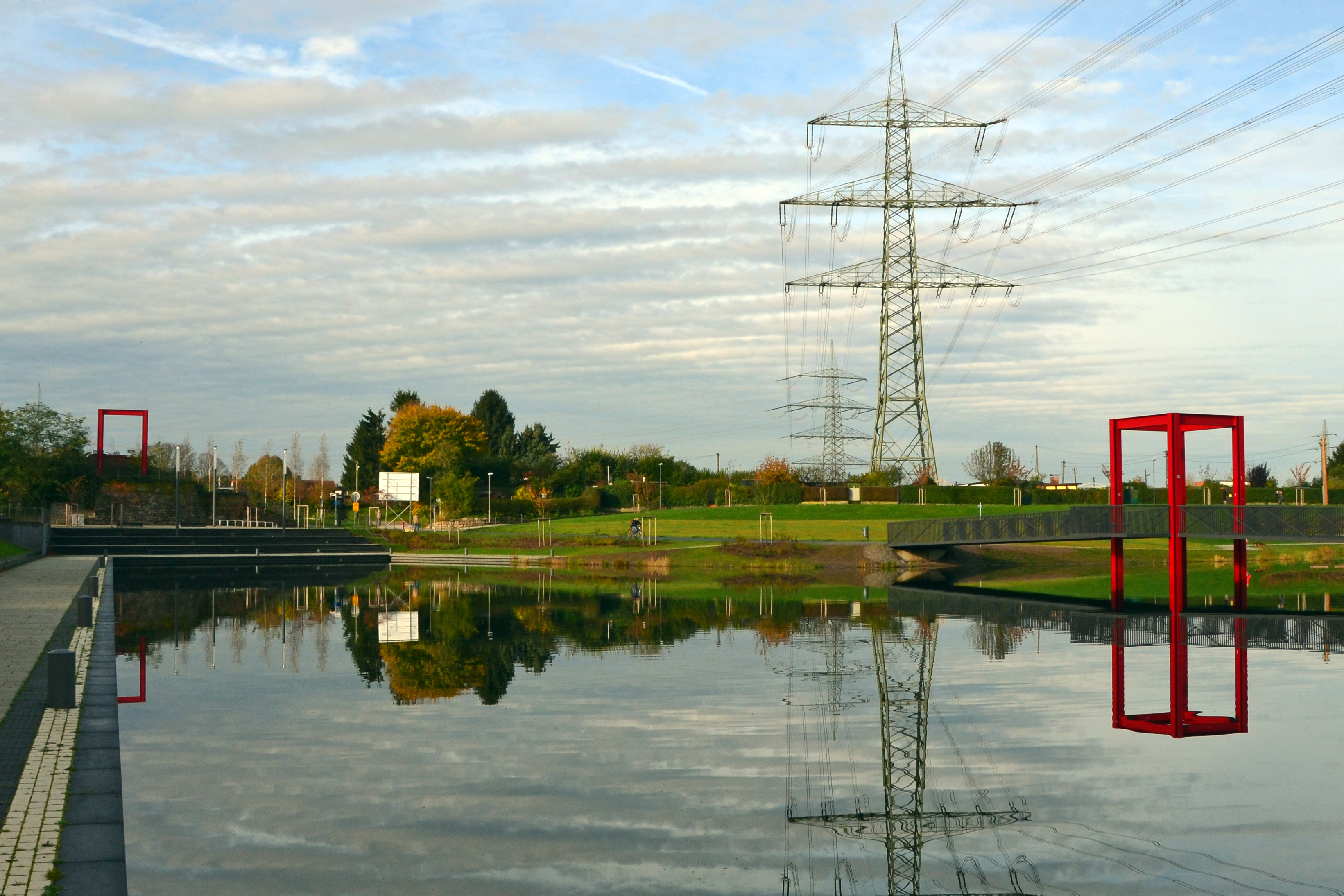
Niederfeldsee mit Radwegbrücke

Der Niederfeldsee ist ein 2,2 Hektar großer, künstlicher See im Essener Stadtteil Altendorf.

## Geschichte und Charakter
Im Bereich des Niederfeldsees verlief das 1874 in Betrieb gegangene Teilstück der ehemaligen Bahnstrecke Osterath–Dortmund Süd der Rheinischen Eisenbahn-Gesellschaft über einen Damm. Einige hundert Meter westlich befand sich der Bahnhof Essen-Altendorf. Nachdem die Strecke 2002 stillgelegt worden war, wurde auf deren Trasse 2010 der Radschnellweg Ruhr (RS1) eröffnet, der heute im Bereich des abgetragenen Bahndamms über die Brücke des Sees führt. 
2011 wurde mit dem Bau des Niederfeldsees an der Rüselstraße begonnen und im August 2014 das 8,115 Millionen Euro teure Projekt fertiggestellt, das durch das Städtebauinvestitionsprogramm des Landes Nordrhein-Westfalen gefördert wurde. Am 20. September 2013 wurde die 46 Meter lange Fuß- und Radwegbrücke über den Niederfeldsee im Beisein von Oberbürgermeister Reinhard Paß eröffnet.
Der nördlich des Radwegs befindliche Teil des Sees entstand im Bereich einer niedergelegten Kleingartenanlage und wurde mit begrüntem Ufer angelegt. Der südliche Seeteil erinnert an ein Hafenbecken und grenzt an eine 320 Meter lange und 4,2 Meter breite Uferpromenade. Bootfahren und schwimmen sind nicht erlaubt. Die tiefste Stelle des Sees liegt bei etwa fünf Metern. Gespeist wird er durch eine Grundwasserförderung eines separaten Brunnens und abgeleitetes Regenwasser von Dächern umliegender Wohngebäude. Bei Überlauf wird das Wasser in den inzwischen von Abwasser befreiten Sälzerbach abgeleitet.
Im Zuge der Errichtung des Sees wurde das umliegende Wohnquartier saniert, indem 180 alte Wohnungen durch 61 moderne Wohnungen in sieben Häusern ersetzt wurden.